# 2019冠状病毒病美属维尔京群岛疫情
2019冠状病毒病美属维尔京群岛疫情，介绍在2019新型冠狀病毒疫情中，在美属维尔京群岛发生的情况。

## 时间轴
2020年3月3日，美属维尔京群岛开始进行病毒检测。
3月13日，美属维尔京群岛确诊首例2019冠状病毒病病例，总督小艾伯特·布莱恩宣布全境进入紧急状态。
3月16日，报告第2例确诊病例。州长宣布所有公立学校自18日起至少关闭三个星期。
3月18日，报告第3例确诊病例。
3月20日，新增3例确诊病例，累计确诊6例：圣克罗伊岛累计2例，圣托马斯-圣约翰累计4例。

## 治理
自2020年3月25日起，入境游客强制进行30天隔离。